# Masatalen
De Masatalen vormen een kleine subgroep van onderling zeer nauw verwante talen binnen de grotere familie van Tsjadische talen. Masatalen worden gesproken in Tsjaad en Kameroen.
Het is nog niet precies bekend hoeveel talen tot deze groep behoren, maar volgens schattingen zijn het er minder dan 10. Op basis van onder meer onderzoek uit 1990 van Paula Newmana kunnen de volgende talen worden onderscheiden: 
- Herdé (Zime)
- Pévé
- Massa (Masana, Masa)
- Mesme
- Marba
- Musey
- Ngete
- Zumaya (bijna uitgestorven)